# 대한민국의 배달 문화
대한민국의 배달 문화는 조선시대부터 시작됐다. 요즘은 빠르게 변화하는 라이프스타일과 일상생활에서 기술의 역할로 인해 음식, 서류, 선물 등 무엇이든 저렴한 가격에 배달하기 위해 배달 서비스를 이용하고 있다. 세계 다른 지역에서는 배달이 매우 일반적이지만, 대한민국의 배달은 스쿠터와 오토바이를 사용하여 음식과 서비스를 빠르게 운송한다는 점에서 어떤 면에서는 독특하다.

## 역사
한국의 배달은 조선시대(1392~1910)부터 시작됐다. 기록상 최초의 한국 배달음식은 냉면으로 국물에 메밀국수를 넣은 것이다. 황윤석은 1768년 7월 어느 특별한 날 동료들과 함께 점심으로 냉면을 주문했다고 저서에 기록하고 있다. 당시 냉면은 궁중의 유명한 별미였으며 귀족들에게도 인기를 끌었다. 최초의 배송 서비스를 탄생시켰다. 조선시대에는 왕과 왕족 사이에서 배달 서비스가 더욱 보편화되었다.
1930년대에는 배달음식이 다양한 국수류로 확대되면서 배달음식이 일반화됐다. 모두 1900년대 중국인들의 인천 이주 덕분이었다. 이러한 확장을 통해 1950년대에는 검은콩 양념으로 만든 짜장면이 인기를 끌었다. 따라서 배달 서비스는 1970년대까지 급속한 경제성장 기간 동안 계속 확장되었다. 이로 인해 길모퉁이마다 중국 음식점이 문을 열 수 있게 되었다. 그러나 1990년대가 되어서야 프라이드치킨과 피자 가게가 배달 서비스 시장을 장악했다. 이는 한국 음식배달 시장의 급속한 성장을 가능하게 했다.

## 전화통화부터 모바일 애플리케이션까지
스마트폰과 인터넷이 보급되기 전에는 기성세대가 유선전화를 이용해 배달을 주문했다. 레스토랑에서는 모든 가정에 메뉴를 배포하여 음식 옵션에 접근할 수 있도록 하는 것이 일반적이었다. 기술이 빠르게 발전하면서 배달 서비스도 더욱 편리해졌다. 요즘에는 70%의 사람들이 모바일 배송을 이용해 주문하며 시장을 장악하고 있다. 이들 앱 중에는 요기요, 쿠팡이츠, 배달의민족 등이 가장 일반적이다.